# Sonerila moluccana
Sonerila moluccana är en tvåhjärtbladig växtart som beskrevs av William Roxburgh. Sonerila moluccana ingår i släktet Sonerila och familjen Melastomataceae. Inga underarter finns listade i Catalogue of Life.